# 斯卡斯布羅泰特冰川
斯卡斯布羅泰特冰川（英語：Skarsbrotet Glacier）是南極洲的冰川，位於毛德皇后地的阿斯特里德公主海岸，處於洪堡山脈地區，流經斯卡紹加內峰東坡，由德國探險隊發現和拍攝照片，現時由南極條約體系管理。